# The Fire in Your Eyes

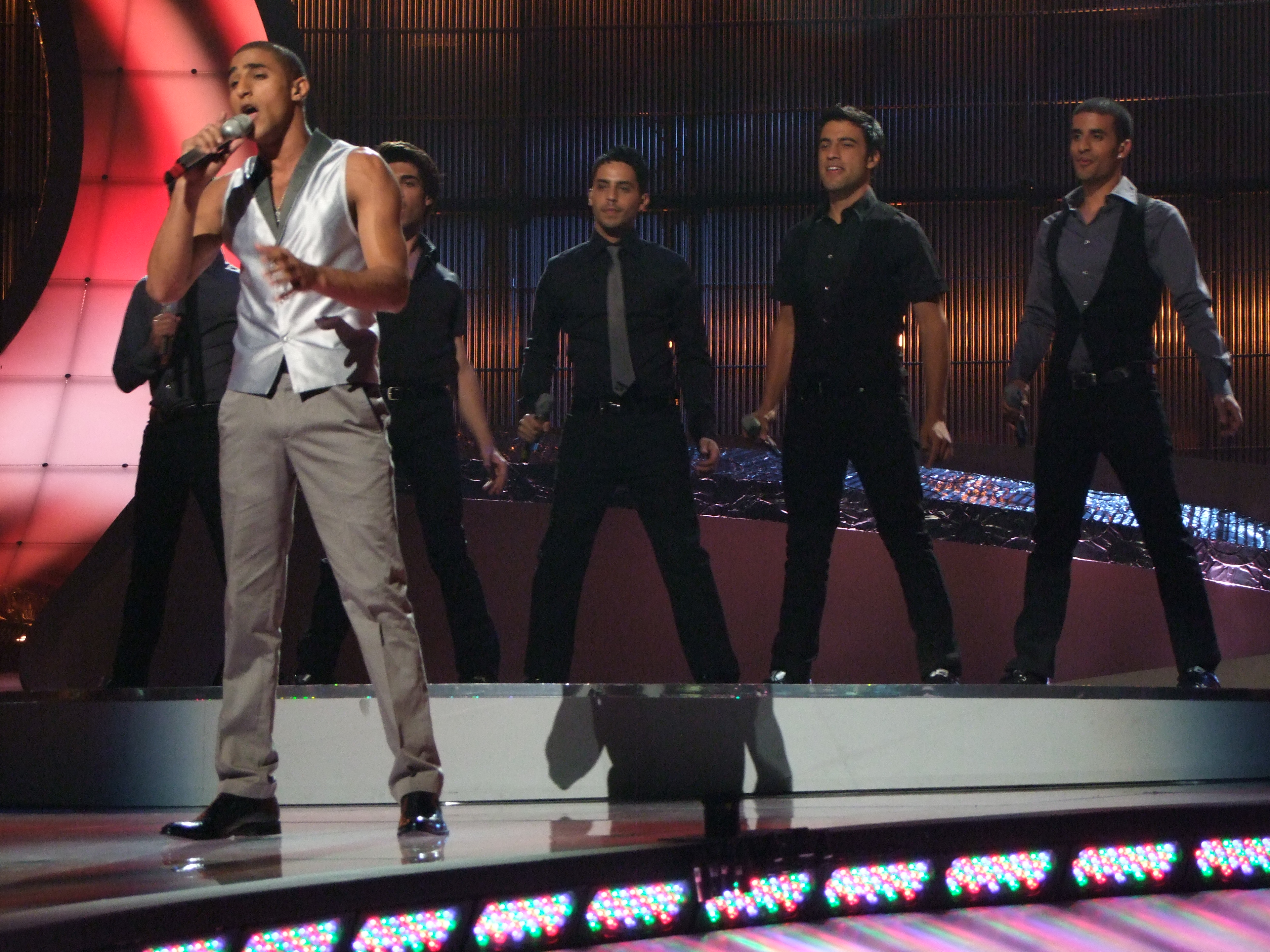

The Fire in Your Eyes (Ke’ilu kan, ивр. כאילו כאן‎) (перевод с иврита: Как будто здесь; перевод с английского: Огонь в твоих глазах) — песня, с которой 24 мая 2008 года Боаз Мауда представил Израиль на международном конкурсе песни «Евровидение-2008». Авторы песни: Дана Интернейшенл и Шай Керем.
Песня заняла девятое место с 124 баллами в финале, а в первом полуфинале конкурса — пятое место с 104 баллами. Куплеты исполнены на иврите, а припев на английском языке